# Germán Carrera Damas
Germán Carrera Damas (Cumaná, Venezuela, 28 de mayo de 1930) es un profesor e historiador venezolano.

## Trayectoria
Es hermano del académico Gustavo Luis Carrera, y del fallecido expresidente del Partido Comunista de Venezuela Jerónimo Carrera. Junto a su hermano menor, Gustavo Luis Carrera, quien se destacó como narrador, Germán recibió una formación académica excepcional desde temprana edad. Esta educación rigurosa le permitió, con solo dieciocho años, viajar a Europa para continuar su formación superior en la Universidad de París, donde estudió Derecho y Ciencias Sociales entre 1948 y 1950. Maestro en Historia de la Universidad Nacional Autónoma de México, revalidó la licenciatura y obtuvo el doctorado en su Escuela, de la que fue director. Fundó las cátedras de Historia de Historiografía Venezolana y de Técnicas de Investigación Documental. 
Desempeñó la Cátedra Simón Bolívar en la Universidad de Cambridge, Inglaterra. Inauguró la Cátedra Simón Bolívar en las universidades de Colonia, República Federal Alemana y Nacional Autónoma de México. Desempeñó la Bacardy Family Chair for Eminent Scholars en la Universidad de Florida, EE. UU. 
Como experto colaborador de la UNESCO, es presidente del Comité Internacional de Redacción de la Historia General de América Latina y miembro del Buró del Comité Científico Internacional Encargado de la Redacción de la Nueva Versión de la Historia del Desarrollo Científico y Cultura de la Humanidad.
En su obra destacan El Culto a Bolívar, Entre el bronce y la polilla, Historia de la historiografía venezolana. Textos para su estudio, Una nación llamada Venezuela (proceso sociohistórico de Venezuela,1810-1974), Aviso a los historiadores críticos y Elogio de la gula.

## Obras
- La independencia cuestionada, Editorial Alfa, 2017
- Una nación llamada Venezuela,  Editorial Alfa, 2017
- El Bolivarianismo-Militarismo, Una ideología de reemplazo, Editorial Alfa, 2017
- Elogio de la gula : glosas sobre apetitos y satisfacciones, Editorial Alfa, 2014
- Rómulo histórico, Editorial Alfa, 2013
- El culto a Bolívar, Alfa Grupo Editorial, 2003
- Fundamentos históricos de la sociedad democrática venezolana, Fondo Editorial de Humanidades, Universidad Central de Venezuela, 2002
- Perspectivas para la reivindicación y la reforma del Estado democrático en Latinoamérica, Contraloría General de la República , 1998
- Comprensión de nuestra democracia : 40 años de historia venezolana, Contraloría General de la República , 1998
- Historia contemporánea de Venezuela, Universidad Central de Venezuela, 1977, 1996
- Formulación definitiva del proyecto nacional, Lagoven, 1988
- La necesaria reforma democrática del Estado, Grijalbo, 1988
- El dominador cautivo : ensayos sobre la configuración cultural del criollo venezolano, Grijalbo, 1988
- Venezuela: proyecto nacional y poder social, Crítica, 1986
- Historia de la historiografía venezolana : textos para estudio, Universidad Central de Venezuela, Ediciones de la Biblioteca Central, 1985
- Una nación llamada Venezuela : proceso sociohistórico de Venezuela, 1810-1974, Monte Ávila, 1983
- La crisis de la sociedad colonial venezolana, Gobernación del Dto. Federal, 1976; Monte Ávila, 1983
- Jornadas de Historia crítica: Germán Carrera Damas. la evasora personalidad de Juan Vicente Gómez y otros temas, Universidad Central de Venezuela, Ediciones de la Biblioteca Central, 1985
- Simón Bolívar : escritos fundamentales , selección, prólogo y reseña biográfica de Simón Bolívar por Germán Carrera Damas, Monte Ávila, 1982
- Formación histórico-social de América Latina, Universidad Central de Venezuela, Ediciones de la Biblioteca, 1982
- Metodología y estudio de la Historia, Inciba, 1969; Monte Ávila, 1972; 1980
- Validación del pasado : discursos, conferencias y ponencias, Universidad Central de Venezuela, Ediciones de la Biblioteca, 1975
- El culto a Bolívar : Germán Carrera Damas. esbozo para un estudio de la Historia de las ideas en Venezuela, Universidad Central de Venezuela, Ediciones de la Biblioteca, 1969; 1973
- Boves: aspectos socioeconómicos de la Guerra de Independencia, Universidad Central de Venezuela 1972; Monte Ávila 1991
- La dimensión histórica en el presente de América Latina y Venezuela: tres conferencias,  Universidad Central de Venezuela, Facultad de Humanidades y Educación, Escuela de Historia, 1972
- Simón Rodríguez: hombre de tres siglos, Concejo Municipal del Distrito Federal, 1971
- Temas de historia social y de las ideas: estudios y conferencias, Ediciones de la Biblioteca de la Universidad Central, 1969
- Historiografía marxista venezolana y otros temas, Universidad Central de Venezuela, Dirección de Cultura, 1967
- Sobre la teoría y la práctica de la enseñanza de la Historia en una era de cambios , Universidad Central de Venezuela, 1966
- Materiales para el estudio de la cuestión agraria en Venezuela, 1800-1830, estudio preliminar, Universidad Central de Venezuela, CDCH, 1964
- Cuestiones de historiografía venezolana, Universidad Central de Venezuela, 1964
- Crítica histórica: artículos y ensayos, Publicaciones de la Dirección de Cultura de la Universidad Central de Venezuela, 1960
- Entre el bronce y la polilla: cinco ensayos históricos, Publicaciones de la Dirección de Cultura de la Universidad Central de Venezuela, 1958.